# Hyposidra myciterna
Hyposidra myciterna är en fjärilsart som beskrevs av Druce 1888. Hyposidra myciterna ingår i släktet Hyposidra och familjen mätare. Inga underarter finns listade i Catalogue of Life.